# Lauro Cavazos
Pour les articles homonymes, voir Cavazos.
Lauro Fred Cavazos Jr., né le 4 janvier 1927 dans le comté de Kleberg (Texas) et mort le 15 mars 2022 à Concord (Massachusetts), est un homme politique américain.
Membre du Parti démocrate, il est secrétaire à l'Éducation entre 1988 et 1990 dans l'administration du président Ronald Reagan et celle de son successeur, George H. W. Bush. Il est le premier Hispano-Américain à siéger au sein du cabinet des États-Unis.